# Рашмир (Вирџинија)
Рашмир (енгл. Rushmere) насељено је место без административног статуса у америчкој савезној држави Вирџинија.

## Демографија
По попису из 2010. године број становника је 1.018, што је 65 (-6,0%) становника мање него 2000. године.
| Група             | 2000.       | 2010.       |
| Белци             | 391 (36,1%) | 385 (37,8%) |
| Афроамериканци    | 673 (62,1%) | 612 (60,1%) |
| Азијати           | 3 (0,3%)    | 2 (0,2%)    |
| Хиспаноамериканци | 9 (0,8%)    | 4 (0,4%)    |
| Укупно            | 1.083       | 1.018       |